# Psiho (1960.)
Psiho (eng. Psycho) je američki psihološki triler iz 1960. godine kojeg je režirao Alfred Hitchcock, a u kojem su glavne uloge ostvarili Anthony Perkins i Janet Leigh. Film je snimljen prema scenariju Josepha Stefana koji se temelji na istoimenom romanu iz 1959. godine autora Roberta Blocha. Roman je donekle inspiriran ubojstvima u državi Wisconsin kojeg je počinio serijski ubojica i pljačkaš grobova Ed Gein, a koji je živio osamdesetak kilometara od Blocha.
Okosnica radnje filma je susret između tajnice Marion Crane (Leigh) koja se, nakon što je pobjegla s novcem svojeg šefa, skriva u zabačenom motelu i vlasnika tog motela, poremećenog Normana Batesa (Perkins) te kasnijih posljedica njihovog susreta.
U početku svoje kino distribucije film je dobio pomiješane kritike, ali odličan box-office rezultat kasnije je doveo do fantastičnih kritika i dobivanja četiri nominacije za prestižnu filmsku nagradu Oscar. Danas se film Psiho smatra jednim od najboljih Hitchcockovih filmova, a međunarodni filmski kritičari redovito ga uvrštavaju među najbolje filmove sedme umjetnosti uopće. Film je iznjedrio dva nastavka, prequel, remake i televizijski spin-off (Bates Motel). 1992. godine izabran je za očuvanje u nacionalnom filmskom registru.

## Radnja
Marion Crane je radnica u agenciji za nekretnine iz Phoenixa, država Arizona koja je nesretna svojim životom. Tijekom pauza za ručak, ona se sastaje sa svojim ljubavnikom Samom Loomisom, s kojim se ne može vjenčati jer on većinu novca troši na alimentaciju. Šef agencije joj povjeri $40,000 da ih isporuči u banci, no ona se spakira i odluči otići u Fairvail, Kaliforniju. Umorna od vožnje, Marion se odluči odmoriti u motelu Bates kojeg vodi Norman Bates.
Ona iznajmi sobu i ode u nju. Nakon nekog vremena Norman joj donese večeru i oni pričaju, no Marion je umorna i Norman izađe iz sobe. Nakon večere Marion odlazi u kupaonicu, no dok se ona kupa u kupaonicu uđe Norman, prerušen u svoju majku i ubije Marion. Ovo de dogodilo za vrijeme poznate "scene u kadi" gdje se tijekom ubojstva puštala poznata glazba Bernarda Herrmanna. Tada je stavi u njezin automobil i baci je u močvaru u blizini motela. Ne znajući za novac, Norman je i novac poslao u močvaru.
U Arizoni se saznaje za nestanak novca i agencija angažira privatnog detektiva Miltona Arbogasta da pronađe novac. On ispita Marioninu sestru Lilu i Sama, no oni ne znaju ništa. Detektiv saznaje gdje je bila i odlazi do motela. Tu ispita Normana, koji se pravi da ne zna ništa, i onda odlazi u kuću da ispita gđu. Bates. Tu biva izboden od Normana koji je ponovo prerušen u svoju majku.
Lila i Sam se zabrinu kada im se detektiv ne javi i upozore lokalnog šerifa. Oni uporno tvrde da u kući ima starija žena, no saznaju da je gđa. Bates mrtva već 10 godina. Tada Lila i Sam odlaze u motel kako bi pronašli dokaze o Marion i nađu papirić gdje je pisalo 40,000. To dokazuje da je Marion bila ovdje, što je Norman vješto poricao.
Prije toga, čuli smo svađu između Normana i njegove majke i vidjeli kako je on odnosi u podrum u strahu da je netko ne nađe. Lila se tada odluči otići u kuću, a Sam razgovara s Normanom kako bi Lili dao vremena. No, njihov razgovor brzo eskalira i Norman onesvijesti Sama i ode u kuću.
U kući, Lila je pronašla majku u podrumu, no bila je okrenuta prema zidu tako da Lila nije vidjela njezino lice. Kada joj je prišla vidjela je da je to samo kostur s odjećom i vrisnula je. Tada je došao Norman odjeven u svoju majku s ciljem da ubije Lilu, no Sam je povratio svijest, dotrčao u kuću i spasio Lilu.
Norman je uhićen i odveden kod psihijatra dr. Richmonda. Nakon vještaćenja on objasni Lili i Samu da je Norman imao jedino majku u svom životu te da je bio jako ljubomoran kada je ona našla ljubavnika. Tada je otrovao strihninom i nju i njega. Kako bi zaboravio na zločin oživio je majku ukravši truplo i stvorio je drugu osobu u sebi - osobu majke za koju je on mislio da postoji. Kako je Norman bio ljubomoran na majčine veze, majka Bates je bila ljubomorna na bilo koju ženu koja se sviđa Normanu i zato ih ubija. Normanova psiha sprječava njega da zna za majčine zločine, a sprječava ga i da zna da mu je majka mrtva.
U zadnjoj sceni vidimo Normana kako sjedi na stolici i čujemo njegovu majku kako govori u njegovim mislima. Planira za sve okriviti Normana i prikazati da je on ubio Marion i detektiva, a ne ona. Nakon tog kratkog monologa vidimo kako se Norman zadovoljno smije.
U kratkom epilogu, vidimo kako policija iz močvare izvlači Marionin automobil.

## Glumačka postava
- Janet Leigh kao Marion Crane
- Anthony Perkins kao Norman Bates
- Martin Balsam kao detektiv Milton Arbogast
- John Gavin kao Sam Loomis
- Vera Miles kao Lila Crane
- Simon Oakland kao Dr. Fred Richmond
- John McIntire kao šerif Al Chambers
- Frank Albertson kao Tom Cassidy
- Patricia Hitchcock kao Caroline
- Mort Mills kao policajac na autoputu

Uspjeh filma Psiho unaprijedio je Perkinsonovu karijeru, ali uskoro je započeo dobivati vrlo slične uloge.:str. 156., 187.–188., 163. Ipak, nakon što su ga upitali da li bi svejedno pristao na ulogu u filmu da je unaprijed znao što će to značiti za njegovu daljnju karijeru, Perkins je svejedno odgovorio s "definitivno da".:str. 159.
Sve do svoje smrti, Leigh je dobivala čudne i ponekad prijeteće pozive, pisma pa čak i kasete s detaljnim opisima pošiljatelja što bi radili Marion Crane. Jedno je pismo bilo toliko "groteskno" da ga je proslijedila FBI-u, a kasnije su je dvojica agenata posjetila i rekla da su ušla u trag pošiljatelju te da bi trebala obavijestiti FBI ako i dalje bude dobivala pisma sličnog sadržaja.
Glas Normanove majke u filmu posudili su Paul Jasmin, Virginia Gregg i Jeanette Nolan koja je također posudila i glas za Lilin vrisak u trenutku kad ova otkriva majčin leš. Tri glasa međusobno su ispremiješana tijekom filma osim posljednjeg govora koji u potpunosti pripada Virginiji Gregg.:str. 83.

## Produkcija

### Razvoj
Film Psiho temeljen je na istoimenom romanu iz 1959. godine autora Roberta Blocha koji je, pak, djelomično temeljen na slučaju osuđenog ubojice Eda Geina iz države Wisconsin. Gein i Bates imaju određenih zajedničkih točaka: obojica su ubojice u izoliranim ruralnim područjima; obojica imaju pokojne, ali još uvijek dominantne majke; obojica imaju jednu zaključanu sobu u svojoj kući s oltarom posvećenim majci; i obojica se oblače u žensku odjeću. Međutim, između njih dvojice postoje i mnoge razlike. Među ostalim, Gein se nužno ne smatra serijskim ubojicom budući je ubio "samo" dvoje ljudi.
Peggy Robretson, Hitchcockova asistentica produkcije, pročitala je pozitivnu kritiku Blochovog romana koju je napisao Anthony Boucher i odlučila knjigu pokazati Hitchcocku, iako su već tada čitači iz studija Paramount odbili filmsku premisu iste. Hitchcock je otkupio prava na knjigu za 9,500 dolara.:str. 6. Navodno je naredio Robertsonovoj da kupi koliko god više može primjeraka knjige, kako bi za sam film ostavio iznenađenje koje se događa na kraju.:str. 19.-20. Hitchcock je odlučio snimiti Psiho kako bi se oporavio nakon dva propala projekta s Paramountom: Flamingo Feather i No Bail for the Judge. Također se morao suočiti i s mnogobrojnom žanrovskom konkurencijom koja je, barem s kritičarske strane, bila uspoređivana s njegovim radom pa je pod hitno htio snimiti novi materijal. Redatelju se nimalo nisu sviđali stavovi glumačkih zvijezda koji su zahtijevali velike plaće pa je vjerovao tek nekolicini ljudi u svojoj blizini koji su mu birali naredne projekte, uključujući i Robertsonovu.:str. 18.–19.
Čelnici studija Paramount nisu željeli producirati film i odbili su dati budžet koji je Hitchcock dobivao na ranijim filmovima koje je snimao za njih.:str. 23. Hitchcock je za Psiho odlučio napraviti jednostavan plan: snimiti ga brzo i jeftino (slično kao što je radio za epizode svoje tadašnje televizijske serije Alfred Hitchcock Presents) pa je unajmio televizijsku ekipu iz Shamley Productions. Međutim, čak i nakon što je Paramountu predložio navedeno, čelnici su svejedno odbili financirati film, a kao razlog su naveli prenatrpani raspored. Na kraju je Hitchcock ponudio osobno financiranje filma te snimanje u Universal-Internationalu, ako će ga Paramount distribuirati. Također je smanjio svoj redateljski honorar koji je iznosio 250 tisuća dolara za 60% vlasništva nad filmskim negativom. Ovu ponudu studio je napokon prihvatio. Hitchcock se također morao suočiti s otporom producenta Herberta Colemana i direktorice Shamley Productionsa Joan Harrison koji nisu vjerovali da će film postati uspješan.:str. 26.–29.

### Adaptacija romana
James Cavanaugh, koji je pisao neke epizode serije Alfred Hitchcock Presents, napisao je originalni scenarij. Hitchcock ga je odbacio, rekavši da se priča odugovlači i da podsjeća na kratku horor televizijsku epizodu.:str. 36.-37. Njegov asistent smatrao je scenarij izrazito zatupljujućim. Hitchcock je nevoljko pristao na susret sa Stefanom koji je prije ovoga radio samo na jednom filmu. Unatoč njegovom neiskustvu u industriji, sastanak sa Stefanom je prošao izrazito dobro i Hitchcock ga je zaposlio.
Scenarij u mnogome vjerno prati knjigu, s par adaptacija Hitchcocka i Stefana. Stefanu je lik Normana Batesa - koji je u knjizi sredovječan, pretio i pretjerano nestabilan - bio nesimpatičan, ali se puno više zainteresirao za njega nakon što je Hitchcock za ulogu predložio Anthonyja Perkinsa.:str. 36.-37. Stefano je maknuo Batesov problem s alkoholom:str. 39., što je kasnije utjecalo na Batesovu transformaciju u lik Majke budući se u knjizi to uvijek događa dok je ovaj pod utjecajem pića. U filmu je također izbačen i Batesov interes za spiritualizam, okultnost i pornografiju. Hitchcock i Stefano odlučili su započeti film s prizorima iz Marioninog života, a Batesa predstaviti tek nakon 20 minuta za razliku od knjige u kojoj Bates na početku čita povijest.:str. 39. Pisac Joseph W. Smith zaključio je: "Njezina (Marionina, op.a.) priča zauzima tek dva od sedamnaest poglavlja u knjizi. Hitchcock i Stefano produžili su njezin lik na gotovo polovicu filma.":str. 15. Također ističe da u knjizi nema početne scene u hotelu između Marion i Sama s kojom sam film počinje. Stefano je bio uvjerenja da razgovor između Marion i Normana u hotelu u kojem ona iznosi svoju majčinsku simpatiju prema njemu u isto vrijeme može natjerati publiku da prebaci vlastite simpatije na Normana Batesa nakon što ovaj ubije Marion. Kada Lila Crane u filmu gleda po Normanovoj sobi otvara knjigu praznih korica čiji sadržaj ne vidimo. U knjizi zapravo gleda ilustracije "patološke pornografije". Stefano je ovim detaljem želio dati publici "indikacije da nešto zbilja nije u redu, ali to nešto ne može se opisati riječima niti prikazati". U svojoj knjizi intervjua s Hitchcockom, Francois Truffaut piše da knjiga zapravo "vara" čitatelja zbog silnih dugih razgovora između Normana i "Majke" te opisa što Majka "radi" u određenim trenucima. Iz očiglednih razloga, svi su ti dijelovi maknuti iz filma.
Ime ženske protagonistice u filmu promijenjeno je iz Mary u Marion, budući je prava Mary Crane živjela u Phoenixu.:str. 33.-34. Također je za potrebe filma promijenjena romanca između Sama i Lile. Hitchcockova namjera bila je fokusirati pažnju publike na rješavanje misterija, a ne na ljubavnu priču:str. 16., dok je Stefano smatrao da bi njihova veza mogla učiniti da se lik Sama Loomisa čini jeftinim. Iako u knjizi Sam objašnjava Normanovu patologiju Lili, u filmu to jednostavno radi psihijatar.:str. 39. U vrijeme pisanja filma Stefano je išao na psihoterapiju kojom je nastojao riješiti probleme s vlastitom majkom. Knjiga je puno nasilnija od samog filma; na primjer u knjizi Crane ostaje bez glave u poznatoj sceni pod tušem za razliku od filma gdje je "samo" izbodena nožem. Manje izmjene uključuju Marioninu naušnicu pronađenu nakon njezine smrti (knjiga) za razliku od neuspješno očišćenog komadića papira u WC školjci (film). Navedena scena prouzročila je manji šok, jer se WC školjke gotovo uopće nisu vidjele u filmovima tijekom 60-tih godina prošlog stoljeća.:str. 47. Lokacija Arbogastove smrti promijenjena je iz lobija na stepenište. Stefano je smatrao da će ova promjena još više sakriti istinu o "Majci" bez očitog nagovještaja da se nešto skriva. Prema riječima same Janet Leigh, upravo ovo je dalo Hitchcocku još više opcija za postavljanje kamera.:str. 39.

### Pretprodukcija
Studio Paramount, čiji je ugovor s Hitchcockom garantirao još jedan film, nije želio da Hitchcock snimi Psiho. Umjesto toga, studio je očekivao film No Bail for the Judge s Audrey Hepburn, ali nakon što je ona zatrudnjela morala se povući s projekta, pa je Hitchcock odustao od produkcije istoga. Njihovo službeno stajalište bilo je da je knjiga Psiho "previše odbojna" i "nemoguća za adaptaciju u film", a povrh svega smatrali su da će to biti samo još jedan u nizu njegovih misterioznih trilera.:str. 6. Oko filma im se "ništa nije sviđalo" pa mu nisu odobrili njegov uobičajeni budžet.:str. 6. Zbog toga je Hitchcock sam financirao film kroz svoj Shamley Productions, snimajući u studiju Universal s televizijskom ekipom.:str. 23.:str. 96.-97. Hitchcockov originalni Motel Bates i Psiho kuća gdje se snimao film, a koji su se nalazili u sklopu iste pozornice kao i Fantom u Operi Lona Chaneyja, još uvijek se nalaze u studijima Universal i redovita su turistička atrakcija.:str. 86., 173. Zbog uštede na budžetu, Hitchcock je odlučio snimiti film u crno-bijeloj tehnici kako bi troškove držao ispod milijun dolara. Ostali razlozi snimanja crno-bijelog filma su bili i scena pod tušem za koju je smatrao da bi mogla biti previše krvava ako se snimi u boji, ali također i zbog njegove admiracije prema filmu Led Diaboliques snimljenom u prekrasnoj crno-bijeloj tehnici.:str. 82.
Kako bi smanjio troškove, ali i zbog toga što se oko njih osjećao najudobnije, Hitchcock je za snimanje filma unajmio ekipu svoje televizijske serije Alfred Hitchcock Presents uključujući kamermana, scenografa, supervizora snimanja i prvog asistenta redatelja.:str. 28. Također je unajmio i svoje regularne suradnike, glazbenog kompozitora Bernarda Herrmanna, montažera Georgea Tomasinija i Saula Bassa koji je bio nadležan za dizajn uvodne špice filma i čuvenu scenu pod tušem. Sve zajedno, ekipa ga je koštala 62 tisuće dolara.:str. 12.-13.
Zbog snage svoje reputacije, Hichcock je uspio dobiti Leigh u svom filmu za četvrtinu njezinog uobičajenog honorara plativši joj tek 25 tisuća dolara (u knjizi Hitchcock/Truffaut iz 1967. godine Hitchcock je rekao da je Leigh dugovala još jedan film Paramountu zbog ugovora iz 1953. potpisanog na sedam godina). Kao njegov prvi izbor za ulogu, Leigh je pristala pročitavši samo knjigu i uopće ne pitajući za plaću.:str. 33.-34. Anthony Perkins je pristao glumiti u filmu za 40 tisuća dolara.:str. 12.-13. Oboje glavnih glumaca bili su iskusni i znalo se da mogu privući dobar kino rezultat.
Paramount je pristao na distribuciju filma, ali četiri godine kasnije Hitchcock je prodao svoje dionice Shamley Productionsa Universalovoj sestrinskoj tvrtki pa je njegovih posljednjih šest filmova distribuirao Universal.:str. 96.-97. Nakon još četiri godine, Paramount je prava na film prodao Universalu.:str. 96.-97.

### Snimanje
U nezavisnoj produkciji Alfreda Hitchcocka, film je sniman u studijima Revue gdje je snimana i njegova televizijska serija. Psiho je snimljen za skromni budžet od 806,947.55 dolara:str. 22.-23. beginning on November 11, 1959 and ending on February 1, 1960.:str. 128.:str. 88., a snimanje je trajalo od 11. studenog 1959. do 1. veljače 1960. godine. Film se započinjao snimati svakog dana ujutro, a završio oko šest sati popodne (četvrtkom i ranije, jer su Hitchcock i njegova žena imali tradiciju odlaska na zajedničke večere u restoranu Chasen).:str. 66. Gotovo cijeli film snimljen je s lećama od 50 mm i na 35 mm traci. Ovakav način snimanja pomogao je publici da još više bude dijelom filma.:str. 93.
Prije nego što je samo snimanje započelo u studenom, Hitchcock je poslao svog asistenta Hiltona Greena u Phoenix kako bi pronašao lokacije i snimio uvodnu scenu. Ta scena trebala je biti panoramski pogled na Phoenix koji se polako zumirao na prozor hotela gdje vidimo Marion i Sama. Međutim, scena snimljena iz helikoptera ispala je previše nestabilna pa su je morali nanovo montirati u studiju.:str. 24.-26. Druga ekipa snimila je dnevne i noćne scene na Autocesti 99 između Fresnoa i Bakersfielda (država Kalifornija) za scene u kojima Marion napušta Phoenix. Tu se također snimila i scena u kojoj ju policajac zaustavlja.:str. 24.-26. U sceni koja je bila snimljena u središtu Phoenixa naknadno je utvrđeno da se vide Božićni ukrasi u pozadini pa umjesto da scenu snimi ponovno, Hitchcock je odlučio u uvodnoj sceni dodati vrijeme radnje: "Petak, dvanaesti prosinca".:str. 90.
Green je također fotografirao 140 različitih, unaprijed pripremljenih lokacija za kasniju rekonstrukciju u studiju. Fotografije su uključivale mnoga imanja i kuće poput one koja je pripadala Marion i njezinoj sestri.:str. 24.-26. Također je pronašao i djevojku za koju je smatrao da liči na Marion i fotografirao kompletnu njezinu garderobu što je omogućilo Hitchcocku da traži realističan izgled lika od svoje kostimografkinje Helen Colvig.:str. 24.-26. Izgled Batesovog motela modeliran je prema izgledu slike The House by The Railroad autora Edwarda Hoppera.
Oboje glavnih glumaca, Perkins i Leigh, imali su potpunu slobodu improvizacije svojih uloga sve dok to nije uključivalo pomicanje kamere. Primjer Perkinsonove improvizacije je Normanova navika žvakanja slatkiša.:str. 62.
Tijekom snimanja Hitchcock je kreirao i skrivao razne verzije "leša Majke" u ormar s garderobom glumice Leigh. Leigh je šalu prihvatila dobro, konstantno se pitajući da li to radi zbog toga što je želi držati na rubu (pa samim time i što više "u liku") ili da procijeni koji će leš publici izgledati strašnije.:str.46.-47.
Za vrijeme snimanja Hitchcock je bio prisiljen ponavljati snimanje nekih scena što nije bilo karakteristično za njega. Posljednji kadar scene pod tušem koji započinje ekstremnim krupnim kadrom Marioninog oka koji se postepeno udaljava pokazao se iznimno teškim za snimanje za glumicu Leigh budući je svuda oko nje curila voda koja ju je instinktivno tjerala na blinkanje, kao i za kamermana budući je u isto vrijeme morao smanjivati fokus i micati kameru. Uvodna scena filma također je ponavljana nekoliko puta budući je Hitchcock smatrao da Leigh i Gavin nemaju dovoljno strasti u njoj.:str. 55. Leigh je također imala problema s izgovaranjem rečenice "Nije neobično" u sceni u uredu pa su je morali nekoliko puta ponavljati.:str. 59. Jedna od scena koja je također zahtijevala više ponavljanja bila je i ona u kojoj se otkriva Majka, a koja je uključivala kompliciranu koordinaciju stolice koja se okreće, Milesovo udaranje sijalice i njezin odbljesak što se pokazalo najtežim dijelom. Međutim, Hitchcock je inzistirao na njezinom ponavljanju sve dok nije bio zadovoljan sa sva tri elementa.:str.87.–88.
Prema Hitchcockovim riječima, seriju kadrova koji prikazuju Arbogasta kako se penje uz stepenice u Batesovoj kući prije nego što je ubijen režirao je Hilton Green prema crtežima Saula Bassa dok je Hitchcock bolovao od gripe. Međutim, nakon što je vidio završnu verziju crteža, Hitchcock ih je odbacio. Tvrdio je da "nisu dobri" zbog toga što portreti nisu prikazivali "nedužnu osobu, već zlokobnog čovjeka koji se penjao stepenicama". Hitchcock je kasnije nanovo snimio scenu, premda je određeni dio Greenove verzije zadržan u finalnoj verziji filma. Snimanje ubojstva Arbogasta pokazalo se problematičnim zbog kuta kamere iznad glave koji je morao sakriti završno iznenađenje filma.:str.85.–86.
Kao i u velikoj većini svojih filmova i u ovom se Hitchcock pojavljuje u cameo ulozi. Ovdje ga vidimo u sceni snimljenoj kroz prozor, gdje nosi kapu Stetson i stoji ispred ureda Marion Crane. Kolegica sa snimanja Rita Riggs izjavila je da je Hitchcock izabrao pojavljivanje u ovoj sceni kako bi bio u istoj u kojoj se nalazi i njegova kćerka (koja je glumila Marioninu kolegicu). Drugi su sugerirali da je izabrao ovu scenu kako bi što manje pozornosti odvratio publici sa samog filma.:str. 97.

### Scena pod tušem
Ubojstvo lika kojeg glumi Janet Leigh ključni je trenutak filma i jedna je od najpoznatijih filmskih scena uopće. Kao takva, iznjedrila je mnoštvo mitova i legendi. Sama scena snimana je iz 77 različitih uglova u razdoblju od 17. do 23. prosinca 1959. godine.:str. 65., 67. Trajanje scene je 3 minute, a uključuje 50 rezova. Sastoji se od većinom krupnih kadrova, osim nešto srednjih pod tušem malo prije i odmah nakon ubojstva. Kombinacija krupnih kadrova i njihovog kratkog trajanja čini scenu subjektivnijom nego da su kadrovi prikazani u širokom planu, a Hitchcock je upotrijebljenu tehniku opisao kao "prijelaz opasnosti s ekrana u um gledatelja".
Kako bi se snimio tuš u krupnom planu, kamera je morala imati dugačke leće. Unutarnje rupe na žlijebu su bile blokirane pa je kamera postavljena malo dalje tako da se čini da voda udara u leće, ali zapravo prolazi pokraj nje.:str. 144.
Glazbu s violinama, violama i violončelima koja svira u pozadini scene napisao je Bernard Herrmann, a zove se The Murder. Hitchcock je u početku želio da scena (kao i sve ostale čija je radnja smještena u sam motel) nema glazbu, ali Herrmann ga je preklinjao da ju montira s glazbom koju je skladao. Kasnije se Hitchcock složio da je glazba učinila kompletnu scenu mnogo dramatičnijom pa je gotovo udvostručio Herrmannovu plaću.:str. 165.–166. Krv koja se pojavljuje u sceni zapravo je čokoladni sirup koji puno uvjerljivije izgleda u crno-bijelom filmu i ima puno realističniju gustoću nego lažna krv. Zvuk noža koji prodire u meso zapravo je zvuk noža koji se zabija u lubenicu.
Neko vrijeme kružile su glasine da se Leigh ne nalazi cijelo vrijeme pod tušem, već da je korištena druga glumica. Međutim u intervjuu s Rogerom Ebertom kao i u knjizi Alfred Hitchcock and the Making of Psycho Leigh je naglasila da se upravo ona nalazi u sceni cijelo vrijeme; Hitchcock je koristio drugu glumicu samo za scene u kojima Norman omotava Marionino tijelo sa zavjesom tuša i stavlja ga u gepek automobila. Ipak, u knjizi iz 2010. godine The Girl in Alfred Hitchcock's Shower autor Robert Graysmith proturječi ovome, identificirajući Marli Renfro kao glumicu koja je korištena za scenu pod tušem umjesto Janet Leigh.
Još jedan popularni mit koji se odnosi na scenu je i taj da je Hitchcock upotrijebio ledeno hladnu vodu kako bi vrisak Leigh zvučao što realističnije. Leigh je navedeno opovrgnula nekoliko puta, ističući da je redatelj bio vrlo velikodušan s toplom vodom. Svi vriskovi su upravo njezini.:str. 83.
Jedan od mitova je i onaj da je Hitchcock rekao Leigh da samo stoji pod tušem te da glumica nije imala pojma da će njezin lik zapravo biti ubijen, kako bi se dobila autentična reakcija. Najpoznatija urbana legenda koja je proizašla iz produkcije filma Psiho ipak je ona kad je Saul Bass, grafički dizajner koji je kreirao mnogo uvodnih špica Hitchcockovih filmova i nacrtao neke filmske scene, tvrdio da je zapravo on bio taj koji je režirao scenu pod tušem. Ovu tvrdnju opovrgnulo je nekoliko ljudi povezanih s filmom. Leigh, koja je fokus kompletne scene, izjavila je "...apsolutno ne! Ovo sam nedvosmisleno rekla u svim svojim intervjuima koje sam davala. Rekla sam mu to i u lice pred drugim ljudima... Bila sam pod tim tušem sedam dana i, vjerujte mi, Alfred Hitchcock je cijelo vrijeme bio pokraj kamere.":str. 67.-70. Asistent redatelja i kamerman Hilton Green također niječe Bassovu tvrdnju: "Ne postoji kadar tog filma kojeg ja osobno nisam snimio. I mogu vam slobodno reći da nikad nisam snimao niti jedan kadar za gospodina Bassa.":str. 67.-70. Rogeru Ebertu, dugogodišnjem obožavatelju Hitchcockovih filmova glasina se učinila zabavnom pa je rekao: "Zvuči nevjerojatno da bi egoistični perfekcionist kakav je bio Hitchcock dozvolio nekom drugom da režira takvu scenu."
Ipak, komentatori poput Stephena Rebella i Billa Krohna utvrdili su da je Saul Bass doprinio navedenoj sceni kao grafički umjetnik.:str. 117. U uvodnoj špici Bass je stavljen kao njezin kreator, a na odjavnoj špici kao konzultant za sliku. U intervjuu s Hitchcockom, Francois Truffaut ga je upitao koliko je Bass zapravo doprinio filmu na što je Hitchcock odgovorio da je Bass dizajnirao uvodnu špicu kao i to da je nacrtao storyboard za ubojstvo Arbogasta (za koji je rekao da ga je odbio), ali nije spomenuo Bassove crteže scene pod tušem. Prema knjizi Hitchcock At Work autora Billa Krohna, Bassova tvrdnja da je režirao dotičnu scenu potječe iz 1970. godine, kada je magazinu dao 48 crteža scene kao dokaz.
U svojoj analizi produkcije filma Psiho opisanoj u vlastitoj knjizi Hitchcok At Work autor Krohn, iako odbija Bassove tvrdnje o režiranju scene, ipak ističe da su njegovi crteži utjecali na finalnu verziju scene - pogotovo trenutak u kojem se ubojica pojavljuje samo kao silueta, kao i detalji o zavjesi tuša koja se rastrgne, upotreba zavjese kao barijere te prijelaz iz rupe za odvod do mrtvih očiju Marion Crane koji (prema Krohnovom zapažanju) uvelike podsjeća na uvodnu špicu filma Vrtoglavica.
Krohnovo istraživanje također spominje da je Hitchcock snimio scenu s dvije kamere: prva je BNC Mitchell, a druga je "kamera iz ruke" imena Éclair koju je Orson Welles koristio u filmu Dodir zla (1958.). Kako bi stvorio idealnu montažu za najbolji emocionalni trenutak za publiku, Hitchcock je snimio puno više materijala nego što je zbilja trebao, kako bi mu bilo lakše kasnije u montaži. Na set je čak doveo i Moviolu kako bi izmjerio potrebnu dužinu snimke. Posljednja sekvenca na kojoj je radio montažer George Tomasini uz Hitchcockove savjete otišla je puno dalje od običnih paradigmi koje su bile postavljene u Bassovim crtežima.
Ako je vjerovati Donaldu Spotu i njegovoj knjizi The Dark Side of Genius, Hitchcockova supruga Alma Reville navodno je primijetila grešku na filmu tijekom jedne od posljednjih zatvorenih projekcija filma Psiho prije početka njegove kino distribucije: nakon što je Marion umrla, vidljiv je bio njezin treptaj oka. S druge strane, Patricia Hitchcock u dokumentarcu o snimanju filma ističe da je Alma zapravo primijetila kako lik kojeg glumi Leigh u jednom trenutku udahne zrak (iako bi trebala biti mrtva). U svakom slučaju, taj dio je izbačen iz finalne verzije filma i publika ga nikad nije vidjela. Iako bi Marionine zjenice trebale biti raširene nakon smrti, kontaktnim lećama za ovaj efekt trebalo bi šest tjedana aklimatizacije pa je Hitchcock to naprosto zanemario.:str. 176., 42.
Često se spominje da, unatoč svojoj grafičkoj prirodi, "scena pod tušem" niti u jednom trenutku eksplicitno ne prikaže probijanje noža u meso.:str. 169. Međutim, vrlo detaljnom analizom kadra može se uočiti kratak trenutak u kojem nož penetrira Leighin abdomen (zapravo prostetski rekvizit). Scena je toliko utjecala na samu Leigh da, nakon što ju je vidjela, nikad više nije išla pod tuš osim ako je zbilja morala; također je prije samog čina tuširanja zaključavala sva vrata i prozore, a vrata kupaonice i tuša uvijek bi ostavljala otvorene.:str. 131. Tek nakon što je pogledala film shvatila je kako "ranjiv i neobranjiv možeš biti".
Leigh i Hitchccok u tančine su raspravljali o tome što sama scena znači: "Marion je odlučila vratiti se u Phoenix, priznati pogrešku i prihvatiti posljedice pa nakon što zakorači u kadu zapravo zakoračuje u vodu za krštenje. Voda koja pršće na nju zapravo joj čisti um od korupcije, čisti zlo iz njezine duše. Kao da je ponovno djevica, potpuno mirna.":str. 67.-70.
Filmski teoretičar Robin Wood također razglaba o tome kako voda iz tuša "čisti njezinu krivnju".

## Nagrade
- Osvojen Zlatni globus (najbolja sporedna glumica Janet Leigh)
- 4 nominacije za Oscara (najbolja režija, fotografija, scenografija, sporedna glumica Janet Leigh)

## Zanimljivosti
- U vrijeme snimanja postojale su glasine kako je za ulogu det. Arbogasta zapravo izabran George Reeves i kako je već započeo snimanje filma. No, te glasine su netočne. Reeves je preminuo 16. lipnja 1959. godine, 4 mjeseca prije nego što je scenarij Psiha dovršen, a 5 mjeseci prije nego što je snimanje počelo.

## Vanjske poveznice
- Psiho u internetskoj bazi filmova IMDb-a
- Rotten-tomatoes.com  Arhivirana inačica izvorne stranice od 13. veljače 2008. (Wayback Machine)
- Filmsite.org